# Max Jaunez
Max Jaunez (* 9. März 1873 in Saargemünd; † 9. Mai 1947 ebenda) war ein deutscher Unternehmer und Mitglied des Deutschen Reichstags.

## Leben
Max Jaunez war der Sohn des Industriellen und Reichstagsabgeordneten Eduard Jaunez.
Jaunez besuchte die Universitäten Straßburg und Jena. Er leitete die eigenen Fabriken, u. a. die Plattenfabrik Utzschneider & E. Jaunez, Wasserbillig. Weiter war er Mitglied des Bezirkstages von Lothringen (Conseil Général de la Lorraine) und Gutsbesitzer auf Schloss Remelfingen.
Von 1903 bis 1907 war er Mitglied des Deutschen Reichstags für den Wahlkreis Reichsland Elsaß-Lothringen 14 (Metz). Jaunez wurde als Kandidat der konservativen Kräfte des Wahlkreises gewählt, schloss sich jedoch aus Rücksichtnahme auf die französischsprachige Bevölkerung seines Wahlkreises im Reichstag nicht der Fraktion der Deutschkonservativen Partei an.
Bei der Reichstagswahl 1907 trat er im lothringischen Wahlkreis Saargemünd-Forbach an und verlor im ersten Wahlgang mit 9.940 Stimmen gegen den Zentrumskandidaten Franz Xaver Hoën (15.980 Stimmen).